# 코미팜
코미팜(영어: Komipharm International Co., Ltd.)는 대한민국의 기업이다. 아프리카돼지열병 백신 개발하고 있다

## 역사
2013년 오송공장 준공 및 2016년 호주공장 취득을 완료한 바 있다.
 2024년 농림축산식품부와 럼피스킨병 백신 계약을 완료하였다

## 참고문헌
1. ↑  한기진, 코미팜, 농림부 럼피스킨병 백신 공급 계약, 뉴스핌, 2024년 3월 6일
2. ↑  윤상준, 코미팜, 아프리카돼지열병 백신 개발 박차..동남아 수출 겨냥, 데일리벳, 2024년 5월 22일
3. ↑  한국IR협의회 기술분석보고서-코미팜, 2020-11-05
4. ↑  김범주, 코미팜, 1분기 매출 전년比 29%↑…호주법인 부동산은 처분키로, 뉴스핌, 2024년 5월 13일